# Teorema di Schur-Horn
In matematica, in particolare in algebra lineare, il teorema di Schur-Horn caratterizza la diagonale di una matrice hermitiana con autovalori dati.

## Premessa
Si definisce un preordine su {\displaystyle \mathbb {R} ^{n}}.
Siano {\displaystyle \mathbf {x} =(x_{1},\dots ,x_{n})^{T}} e {\displaystyle \mathbf {y} =(y_{1},\dots ,y_{n})^{T}\in \mathbb {R} ^{n}}, dico che {\displaystyle \mathbf {x} \succeq \mathbf {y} } se, supponendo che:
{\displaystyle x_{i_{1}}\leq \dots \leq x_{i_{n}}} e {\displaystyle y_{j_{1}}\leq \dots \leq y_{j_{n}}}
Si ha:
{\displaystyle x_{i_{1}}\geq y_{j_{1}}}
{\displaystyle x_{i_{1}}+x_{i_{2}}\geq y_{j_{1}}+y_{j_{2}}}
{\displaystyle \dots }
{\displaystyle \sum _{k=1}^{n}x_{i_{k}}\geq \sum _{k=1}^{n}y_{j_{k}}}.

## Enunciato
Siano {\displaystyle \mathbf {d} =(d_{1},\dots ,d_{n})^{T}} e {\displaystyle \mathbf {v} =(\lambda _{1},\dots ,\lambda _{n})^{T}\in \mathbb {R} ^{n}} tali che {\displaystyle \mathbf {d} \succeq \mathbf {v} }. Allora valgono i seguenti due fatti equivalenti:
- Esiste una matrice reale simmetrica {\displaystyle A} con diagonale {\displaystyle \mathbf {d} } e autovalori {\displaystyle \mathbf {v} };
- Esiste una matrice reale ortogonale {\displaystyle Q} tale che, detta {\displaystyle \Lambda } la matrice diagonale di autovalori {\displaystyle \mathbf {v} }, {\displaystyle Q\Lambda Q^{T}} ha come diagonale {\displaystyle \mathbf {d} }.